# Travisiopsis coniceps
Travisiopsis coniceps är en ringmaskart som först beskrevs av Chamberlin 1919.  Travisiopsis coniceps ingår i släktet Travisiopsis och familjen Typhloscolecidae. Inga underarter finns listade i Catalogue of Life.